# Constante física

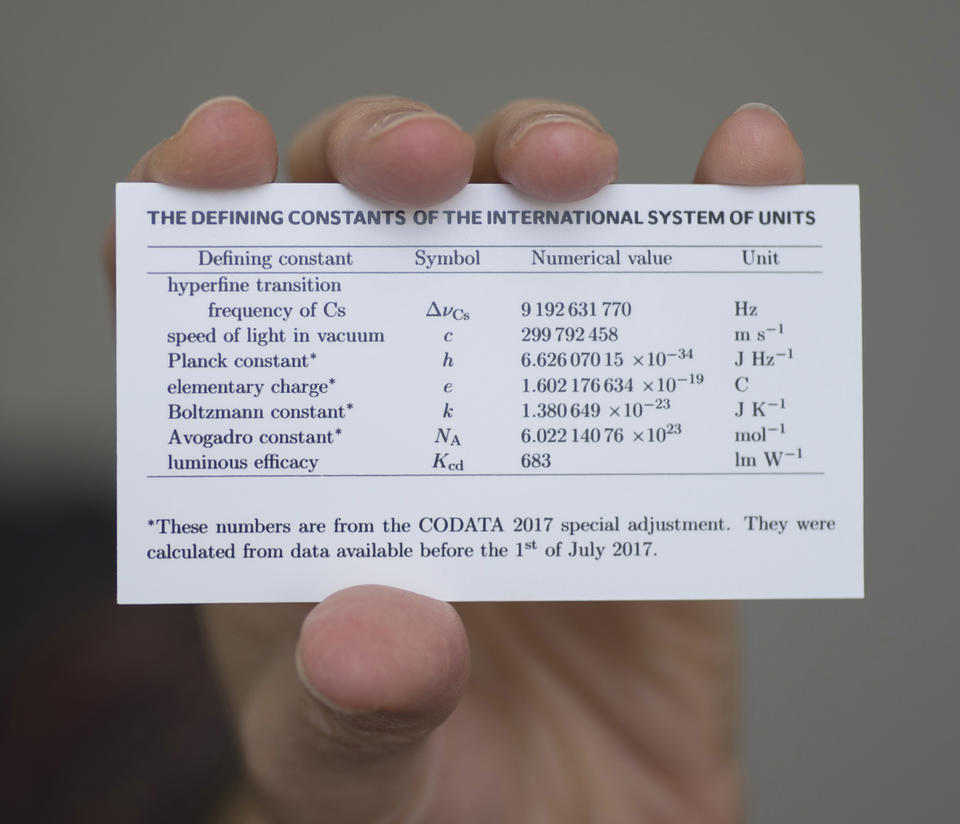
Esta ficha presenta los valores de las siete constantes que forman la base del Sistema Internacional de Unidades.

En ciencias se llama constante física al valor de una magnitud física que, fijado un sistema de unidades, permanece invariable en los procesos físicos a lo largo del tiempo. En contraste, una constante matemática representa un valor invariable que no está implicado directamente en ningún proceso físico.
Existen muchas constantes físicas; algunas de las más conocidas son la constante reducida de Planck ({\displaystyle \hbar }), la constante de gravitación ({\displaystyle G}), la velocidad de la luz ({\displaystyle c}), la permitividad en el vacío ({\displaystyle \epsilon _{0}}), la permeabilidad magnética en el vacío ({\displaystyle \mu _{0}}) y la carga elemental ({\displaystyle e}). Todas estas, por ser tan fundamentales, son llamadas constantes universales.
Por otro lado, desde 1937 Paul Dirac y otros científicos han especulado que el valor de las constantes físicas podría decrecer en proporción a la edad del Universo. Hasta la fecha ningún experimento ha indicado que esto sea así, aunque se ha logrado calcular las cotas máximas de esa hipotética variación de las constantes. Las cotas máximas de variación anual resultan, en todo caso, muy pequeñas, siendo de 10-5 para la estructura fina y 10-11 para la constante de gravitación. El tema sigue siendo motivo de controversia actualmente.

## Algunas consideraciones

### Constantes dimensionales y adimensionales
Las constantes físicas pueden tener dimensiones como, por ejemplo, la velocidad de la luz en el vacío (que en el SI se expresa en metros por segundo), mientras que otras, como la constante de estructura fina ({\displaystyle \alpha }) que caracteriza la interacción entre electrones y fotones, es adimensional.
A menos que se usen unidades naturales, el valor de las constantes que tengan dimensiones dependerá del sistema de unidades usado. Por el contrario, las constantes adimensionales son independientes del sistema de unidades usado y se las conoce como constantes físicas fundamentales. La constante de estructura fina es, probablemente, la mejor conocida de estas constantes adimensionales. Las razones de las masas (u otras propiedades) de las partículas son también constantes físicas fundamentales.

### Las constantes físicas y la vida en el Universo
En muchas de estas constantes ocurre un ajuste preciso que hace compatible la existencia del ser humano en el cosmos. Si el valor de ciertas de esas constantes fuese tan solo ligeramente diferente al que poseen, el Universo debería ser radicalmente distinto, haciendo imposible que la vida, tal como la conocemos, pudiese emerger. El hecho de que el Universo esté debidamente calibrado y ajustado para acoger vida inteligente ha intrigado a muchos y ha sido también motivo de debate científico y filosófico. Quizá una de las mejores respuestas que explica el ajuste de las constantes es la que da el principio antrópico. Este afirma que dado que el ser humano está aquí, el Universo ha de ser un universo capaz de albergarlo y, por tanto, no cabe preguntarse sobre la posibilidad de que dichos valores fuesen distintos ya que, de ser así, no habría nadie que pudiese preguntárselo.

## Tablas de constantes físicas
NOTA: A pesar que muchas propiedades de materiales y partículas son constantes, no se muestran en las tablas ya que son específicas de los respectivos materiales o partículas.

### Tabla de constantes universales
| Cantidad                            | Símbolo                                                               | Valor                                          | Error relativo |
| ----------------------------------- | --------------------------------------------------------------------- | ---------------------------------------------- | -------------- |
| Impedancia característica del vacío | {\displaystyle Z_{0}=\mu _{0}c\,}                                     | 376,730 313 461… Ω                             | definida       |
| Permitividad eléctrica del vacío    | {\displaystyle \epsilon _{0}\,}                                       | 8,854 187 817… × 10-12 F·m-1                   | definida       |
| Permeabilidad magnética del vacío   | {\displaystyle \mu _{0}\,}                                            | 4π × 10-7 N·A-2 = 1,2566 370 614… × 10-6 N·A-2 | definida       |
| Constante de gravitación universal  | {\displaystyle G\,}                                                   | 6,671 91(99) × 10-11 N·m²/kg2                  | 1,5 × 10-6     |
| Constante de Planck                 | {\displaystyle h\,}                                                   | 6,626 070 15 × 10-34 J·s                       | definida       |
| Constante reducida de Planck        | {\displaystyle \hbar ={\frac {h}{2\pi }}}                             | 1,054 571 817 646 16 × 10-34 J·s               | exacto         |
| Velocidad de la luz en el vacío     | {\displaystyle c={\frac {1}{\sqrt {\mu _{0}\epsilon _{0}}}}\,}        | 299 792 458 m·s-1                              | definida       |
| Constante de Coulomb                | {\displaystyle K={\frac {1}{4\pi \epsilon _{0}}}\,=c^{2}*1.0*10^{-7}} | 8.987551846127499 x 10+9 N·m²/C²               | definida       |

### Tabla de constantes electromagnéticas
| Cantidad                  | Símbolo                                 | Valor1 (unidades SI)           | Error relativo |
| ------------------------- | --------------------------------------- | ------------------------------ | -------------- |
| Magnetón de Bohr          | {\displaystyle \mu _{B}=e\hbar /2m_{e}} | 9,27400949(80) × 10-24 J·T-1   | 8,6 × 10-8     |
| Magnetón nuclear          | {\displaystyle \mu _{N}=e\hbar /2m_{p}} | 5,050 783 43(43) × 10-27 J·T-1 | 8,6 × 10-8     |
| Resistencia cuántica      | {\displaystyle R_{0}=h/2e^{2}\,}        | 12 906,403 729 652 3 Ω         | exacto         |
| Constante de von Klitzing | {\displaystyle R_{K}=h/e^{2}\,}         | 25 812,807 459 304 5 Ω         | exacto         |

### Tabla de constantes atómicas y nucleares
| Cantidad                           | Cantidad                           | Símbolo                                                                         | Valor1 (unidades SI)            | Error relativo |
| Radio de Bohr                      | Radio de Bohr                      | {\displaystyle a_{0}=\alpha /4\pi R_{\infty }\,}                                | 0,529 177 2108(18) × 10-10 m    | 3,3 × 10-9     |
| Constante de acoplamiento de Fermi | Constante de acoplamiento de Fermi | {\displaystyle G_{F}/(\hbar c)^{3}}                                             | 1,166 39(1) × 10-5 GeV-2        | 8,6 × 10-6     |
| Constante de estructura fina       | Constante de estructura fina       | {\displaystyle \alpha =\mu _{0}e^{2}c/(2h)=e^{2}/(4\pi \epsilon _{0}\hbar c)\,} | 7,297 352 568(24) × 10-3        | 3,3 × 10-9     |
| Energía de Hartree                 | Energía de Hartree                 | {\displaystyle E_{h}=2R_{\infty }hc\,}                                          | 4,359 744 17(75) × 10-18 J      | 1,7 × 10-7     |
| Quantum of circulation             | Quantum of circulation             | {\displaystyle h/2m_{e}\,}                                                      | 3,636 947 550(24) × 10-4 m² s-1 | 6,7 × 10-9     |
| Constante de Rydberg               | Constante de Rydberg               | {\displaystyle R_{\infty }=\alpha ^{2}m_{e}c/2h\,}                              | 10 973 731.568 525(73) m-1      | 6,6 × 10-12    |
| Sección eficaz de Thomson          | Sección eficaz de Thomson          | {\displaystyle (8\pi /3)r_{e}^{2}}                                              | 0,665 245 873(13) × 10-28 m²    | 2,0 × 10-8     |
| Ángulo de Weinberg                 | Ángulo de Weinberg                 | {\displaystyle \sin ^{2}\theta _{W}=1-(m_{W}/m_{Z})^{2}\,}                      | 0,222 15(76)                    | 3,4 × 10-3     |

### Tabla de constantes físico-químicas
| Cantidad                                         | Cantidad                                                     | Símbolo                                                                                                 | Valor1 (unidades SI)                          | Error relativo |
| Constante de masa atómica                        | Constante de masa atómica                                    | {\displaystyle m_{u}=1\ u\,}                                                                            | 1,660 538 86(28) × 10-27 kg                   | 1,7 × 10-7     |
| Número de Avogadro                               | Número de Avogadro                                           | {\displaystyle N_{A},L\,}                                                                               | 6,022 140 76 × 1023                           | definida       |
| Constante de Boltzmann                           | Constante de Boltzmann                                       | {\displaystyle k=R/N_{A}\,}                                                                             | 1,380 649 × 10-23 J·K-1                       | definida       |
| Constante de Faraday                             | Constante de Faraday                                         | {\displaystyle F=N_{A}e\,}                                                                              | 96 485,332 123 310 018 4 C·mol-1              | exacto         |
| Primera constante de radiación                   |                                                              | {\displaystyle c_{1}=2\pi hc^{2}\,}                                                                     | 3,741 771 852 191 76 × 10-16 W·m²             | exacto         |
| Primera constante de radiación                   | para radiancia espectral                                     | {\displaystyle c_{1L}\,}                                                                                | 1,191 042 82(20) × 10-16 W · m² sr-1          | 1,7 × 10-7     |
| Número de Loschmidt                              | a {\displaystyle T}=273,15 K y {\displaystyle p}=101,325 kPa | {\displaystyle n_{0}=N_{A}/V_{m}\,}                                                                     | 2,686 7773(47) × 1025 m-3                     | 1,8 × 10-6     |
| Constante universal de los gases ideales         | Constante universal de los gases ideales                     | {\displaystyle R\,}                                                                                     | 8,314 462 618 153 24 J·K-1·mol-1              | exacto         |
| Constante molar de Planck                        | Constante molar de Planck                                    | {\displaystyle N_{A}h\,}                                                                                | 3,990 312 712 893 431 4 × 10-10 J · s · mol-1 | exacto         |
| Volumen molar de un gas ideal                    | a {\displaystyle T}=273,15 K y {\displaystyle p}=100 kPa     | {\displaystyle V_{m}=RT/p\,}                                                                            | 22,710 981(40) × 10-3 m³ · mol-1              | 1,7 × 10-6     |
| Volumen molar de un gas ideal                    | a {\displaystyle T}=273.15 K y {\displaystyle p}=101,325 kPa | {\displaystyle V_{m}=RT/p\,}                                                                            | 22,413 996(39) × 10-3 m³ · mol-1              | 1,7 × 10-6     |
| Constante de Sackur-Tetrode                      | a {\displaystyle T}=1 K y {\displaystyle p}=100 kPa          | {\displaystyle S_{0}/R={\frac {5}{2}}} {\displaystyle +\ln \left[(2\pi m_{u}kT/h^{2})^{3/2}kT/p\right]} | -1,151 7047(44)                               | 3,8 × 10-6     |
| Constante de Sackur-Tetrode                      | a {\displaystyle T}=1 K y {\displaystyle p}=101,325 kPa      | {\displaystyle S_{0}/R={\frac {5}{2}}} {\displaystyle +\ln \left[(2\pi m_{u}kT/h^{2})^{3/2}kT/p\right]} | -1.164 8677(44)                               | 3,8 × 10-6     |
| Segunda constante de radiación                   | Segunda constante de radiación                               | {\displaystyle c_{2}=hc/k\,}                                                                            | 1,438 776 877 503 93 × 10-2 m·K               | exacto         |
| Constante de Stefan-Boltzmann                    | Constante de Stefan-Boltzmann                                | {\displaystyle \sigma =(\pi ^{2}/60)k^{4}/\hbar ^{3}c^{2}}                                              | 5,670 374 419 184 43 × 10-8 W·m-2·K-4         | exacto         |
| Constante de la ley de desplazamiento de Wien    | Constante de la ley de desplazamiento de Wien                | {\displaystyle b_{energia}=(hc/k)/\,} 4,965 114 231…                                                    | 2,897 7685(51) × 10-3 m · K                   | 1,7 × 10-6     |
| Valor convencional de la constante de Josephson2 | Valor convencional de la constante de Josephson2             | {\displaystyle K_{J-90}\,}                                                                              | 483 597,9 × 109 Hz · V-1                      | definida       |